# Homonota darwinii
Homonota darwinii är en ödleart som beskrevs av  George Albert Boulenger 1885. Homonota darwinii ingår i släktet Homonota och familjen geckoödlor.

## Underarter
Arten delas in i följande underarter:
- H. d. macrocephala
- H. d. darwinii